# Razziegalan 2010
Razziegalan 2010 var den 30:e upplagan av Golden Raspberry Awards och hölls 6 mars 2010. Galan hölls i vanlig ordning dagen före Oscarsgalan, och gav pris till de sämsta insatserna under 2009. Sandra Bullock tog emot sin Razzie för sin roll i All About Steve, och belönades dagen efter med en Oscar, dock för sin roll i The Blind Side. Detta år delades det även ut specialpriser för det gångna decenniet, där Battlefield Earth vann pris för Decenniets sämsta film.

## Vinnare och nominerade
| Sämsta film | Sämsta regissör |
| --- | --- |

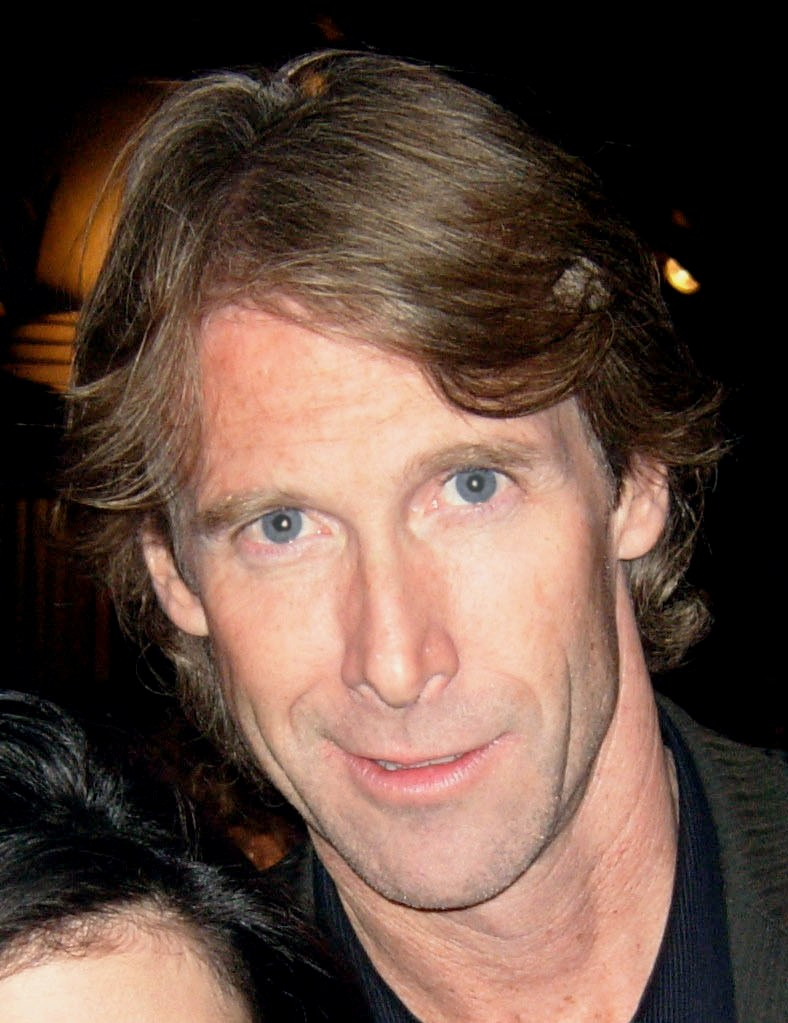
Michael Bay,
Sämsta regissör

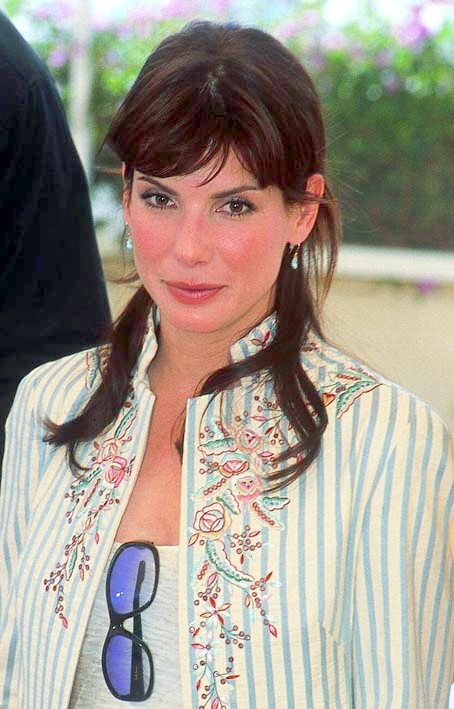
Sandra Bullock,
Sämsta kvinnliga skådespelare

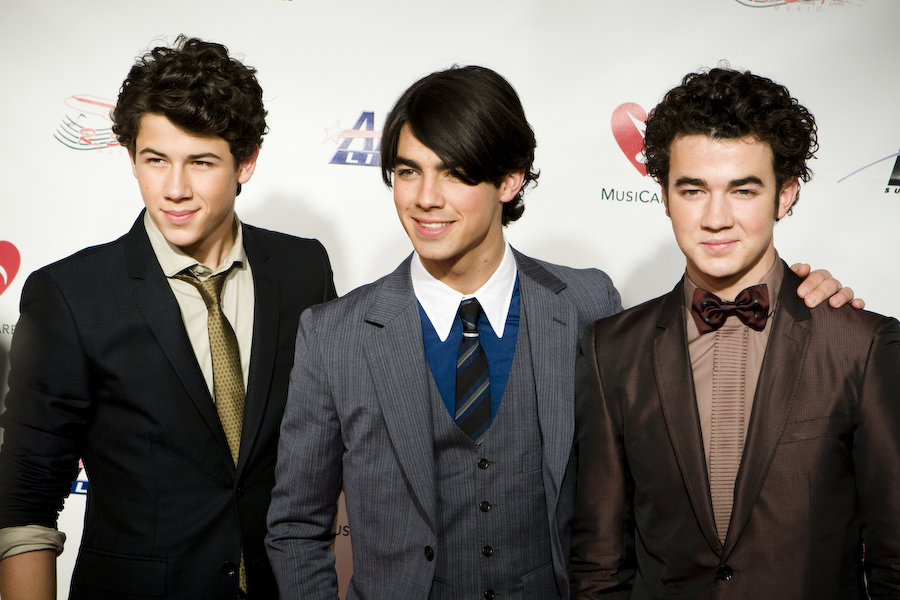
Jonas Brothers,
Sämsta manliga skådespelare

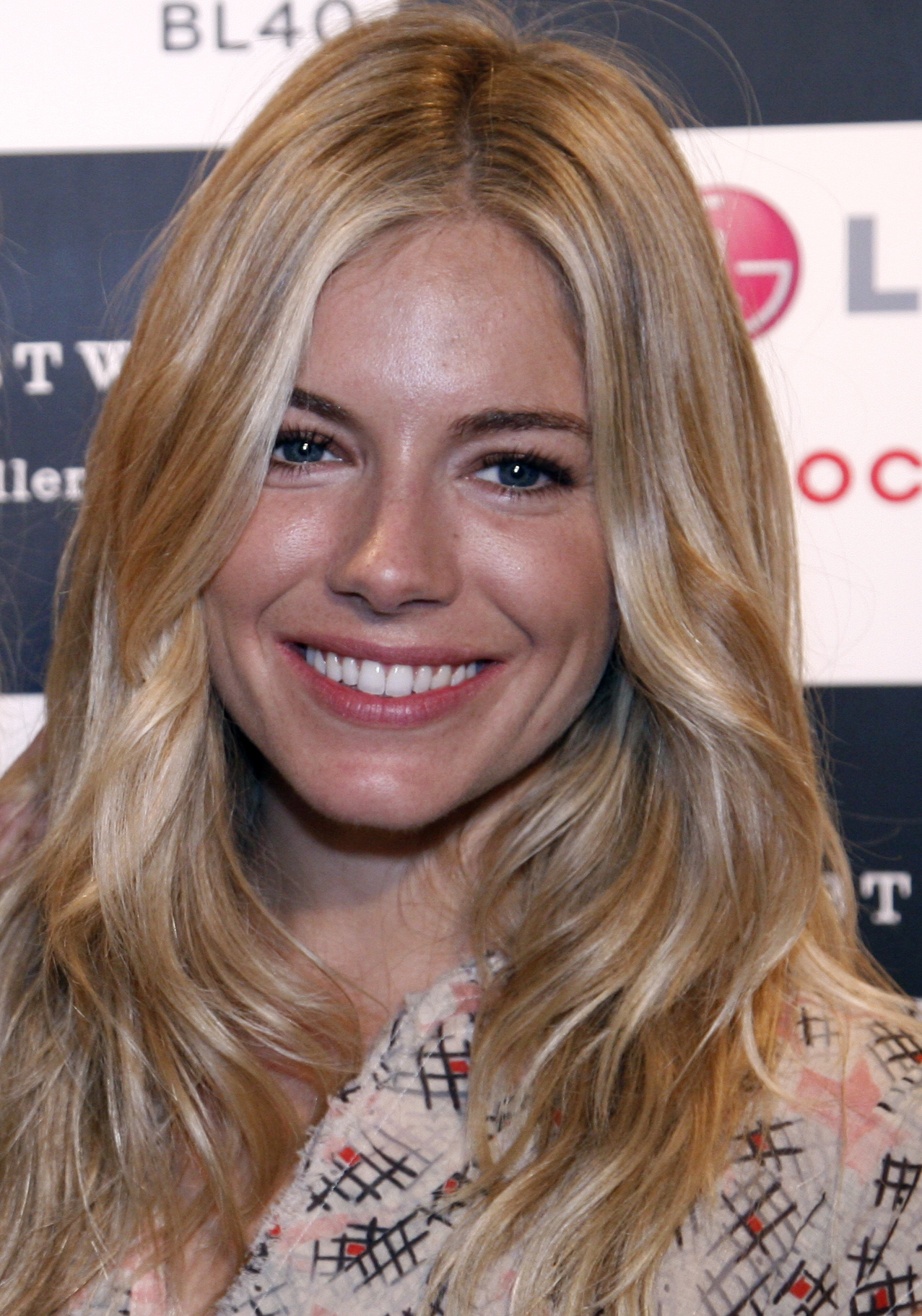
Sienna Miller,
Sämsta kvinnliga biroll

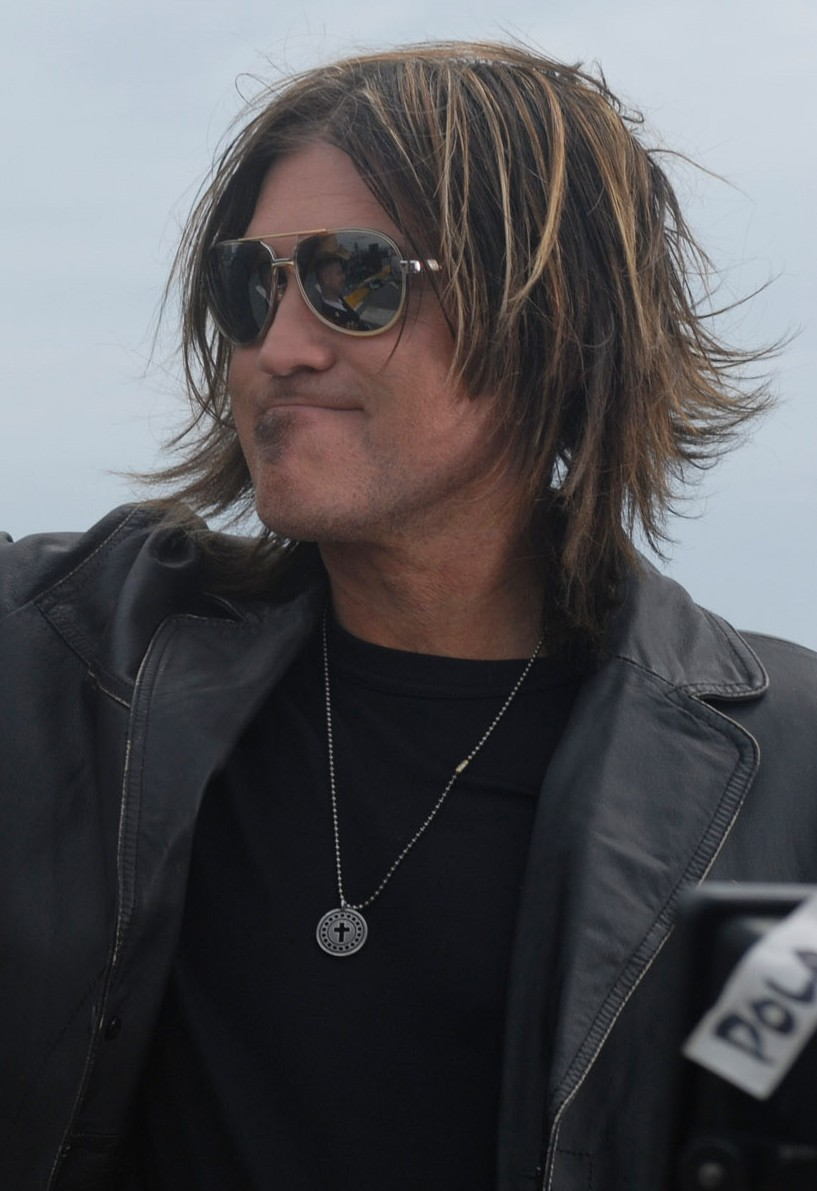
Billy Ray Cyrus,
Sämsta manliga biroll

| - Transformers: De besegrades hämnd – Dreamworks / Paramount / Hasbro - All About Steve – 20th Century Fox / Fortis - G.I. Joe: The Rise of Cobra – Paramount / Hasbro / Spyglass - Land of the Lost – Universal - Old Dogs – Disney | - Michael Bay – Transformers: De besegrades hämnd - Walt Becker – Old Dogs - Brad Silberling – Land of the Lost - Stephen Sommers – G.I. Joe: The Rise of Cobra - Phil Traill – All About Steve |
| Sämsta kvinnliga skådespelare | Sämsta manliga skådespelare |
| - Sandra Bullock – All About Steve - Beyoncé – Obsessed - Miley Cyrus – Hannah Montana: The Movie - Megan Fox – Jennifer's Body och Transformers: De besegrades hämnd - Sarah Jessica Parker – Har du hört ryktet om Morgans? | - Jonas Brothers – Jonas Brothers: The 3D Concert Experience (Som sig själva) - Will Ferrell – Land of the Lost - Steve Martin – Rosa pantern 2 - Eddie Murphy – Imagine That - John Travolta – Old Dogs |
| Sämsta kvinnliga biroll | Sämsta manliga biroll |
| - Sienna Miller – G.I. Joe: The Rise of Cobra - Candice Bergen – Bröllopsduellen - Ali Larter – Obsessed - Kelly Preston – Old Dogs - Julie White – Transformers: De besegrades hämnd | - Billy Ray Cyrus – Hannah Montana: The Movie - Hugh Hefner – Miss March (Som sig själv) - Robert Pattinson – The Twilight Saga: New Moon - Jorma Taccone – Land of the Lost - Marlon Wayans – G.I. Joe: The Rise of Cobra |
| Sämsta manus | Sämsta filmpar |
| - Transformers: De besegrades hämnd – Ehren Kruger, Roberto Orci, Alex Kurtzman - All About Steve – Kim Barker - G.I. Joe: The Rise of Cobra – Stuart Beattie, David Elliot, Paul Lovett, Michael B. Gordon, Beattie Sommers, Stephen Sommers (Manus; baserat på serietidningen skapad av Larry Hama) - Land of the Lost – Chris Henchy, Dennis McNicholas (Manus; baserat på TV-serien med samma namn skapad av Sid and Marty Krofft) - The Twilight Saga: New Moon – Melissa Rosenberg och Aaron Seltzer (Manus; baserat på romanen av Stephenie Meyer) | - Sandra Bullock och Bradley Cooper i All About Steve - Vilka två (eller flera) Jonasbröder som helst i Jonas Brothers: The 3D Concert Experience - Will Ferrell och någon annan medverkande skådespelare, djur, eller "comic riff" i Land of the Lost - Shia LaBeouf och antingen Megan Fox eller någon annan transformer i Transformers: De besegrades hämnd - Kristen Stewart och antingen Taylor Lautner eller Robert Pattinson i The Twilight Saga: New Moon |
| Sämsta prequel, nyinspelning, rip-off eller uppföljare | |
| - Land of the Lost - G.I. Joe: The Rise of Cobra - Rosa pantern 2 - Transformers: De besegrades hämnd - The Twilight Saga: New Moon | |

### Filmer med flera vinster
| Vinster | Film                              |
| ------- | --------------------------------- |
| 3       | Transformers: De besegrades hämnd |
| 2       | All About Steve                   |

### Sämsta under decenniet
| Decenniets sämsta manliga skådespelare | Decenniets sämsta kvinnliga skådespelare |
| --- | --- |
| - Eddie Murphy för The Adventures of Pluto Nash, Ett UFO i New York, I Spy, Imagine That, Norbit och Showtime - Ben Affleck för Daredevil, Gigli, Jersey Girl, Paycheck, Pearl Harbor och Surviving Christmas - Mike Myers för Katten och Love Guru - Rob Schneider för The Animal, The Benchwarmers, Deuce Bigalow: European Gigolo, Grandma's Boy, The Hot Chick, Härmed förklarar jag er Chuck och Larry, Little Man och Little Nicky - John Travolta för Battlefield Earth, Domestic Disturbance, Lucky Numbers, Old Dogs och Swordfish | - Paris Hilton för The Hottie and the Nottie, House of Wax och Repo! The Genetic Opera - Mariah Carey för Glitter - Lindsay Lohan för Herbie: Fulltankad, I Know Who Killed Me och Just My Luck - Jennifer Lopez för Angel Eyes, Bröllopsfixaren, En kvinnas hämnd, Gigli, Kärleken checkar in, Jersey Girl och Monster till svärmor - Madonna för Det näst bästa, Die Another Day och Swept Away |
| Decenniets sämsta film | |
| - Battlefield Earth (2000, Warner Bros.) (vinnare av 7 Razzies) - Freddy Got Fingered (2001, 20th Century Fox) (vinnare av 5 Razzies) - Gigli (2003, Columbia) (vinnare av 6 Razzies) - I Know Who Killed Me (2007, TriStar) (vinnare av 8 Razzies) - Swept Away (2002, Screen Gems) (vinnare av 5 Razzies) | |